# Zlatovánek

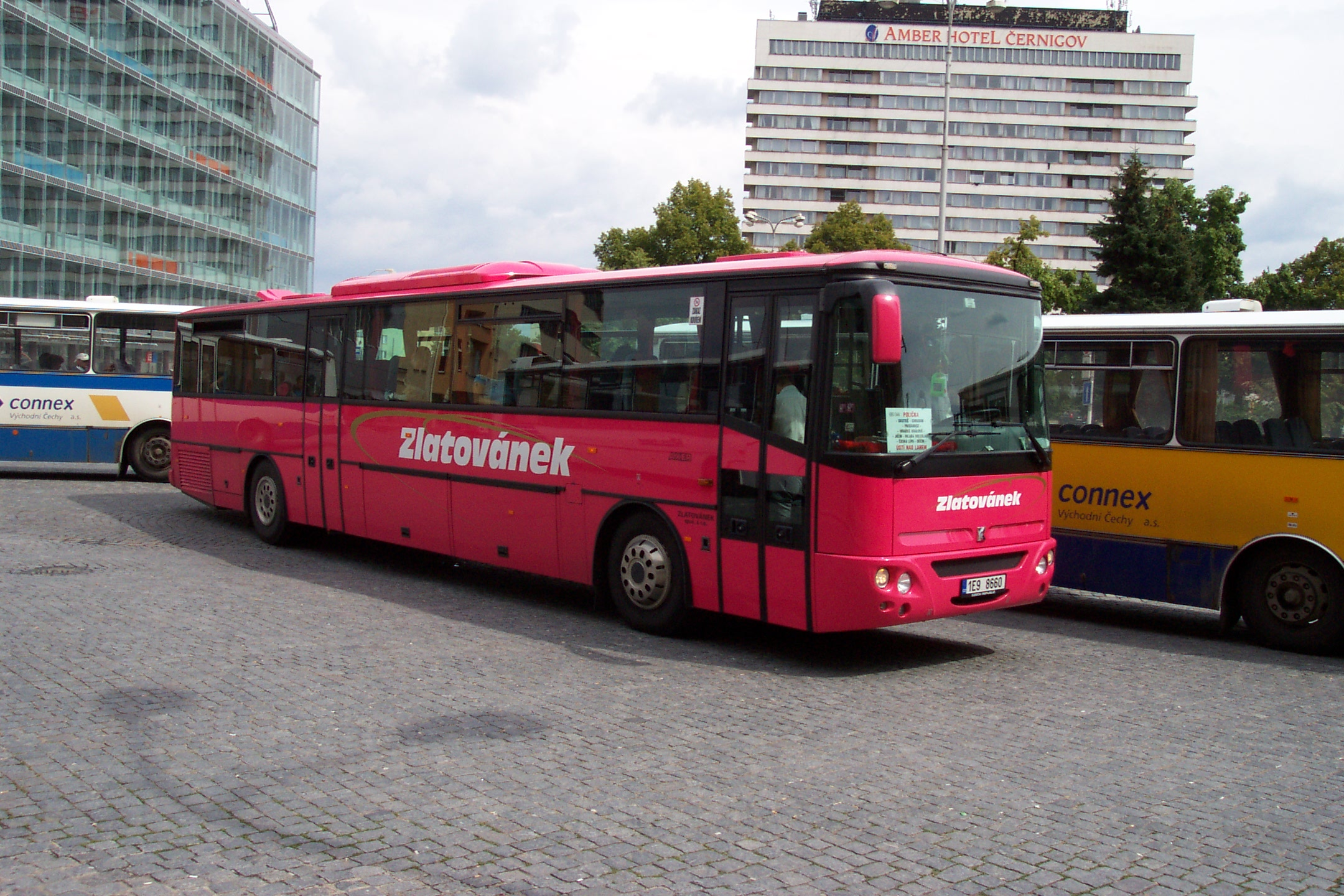
Autobus typu Axer společnosti Zlatovánek na královéhradeckém hlavním nádraží

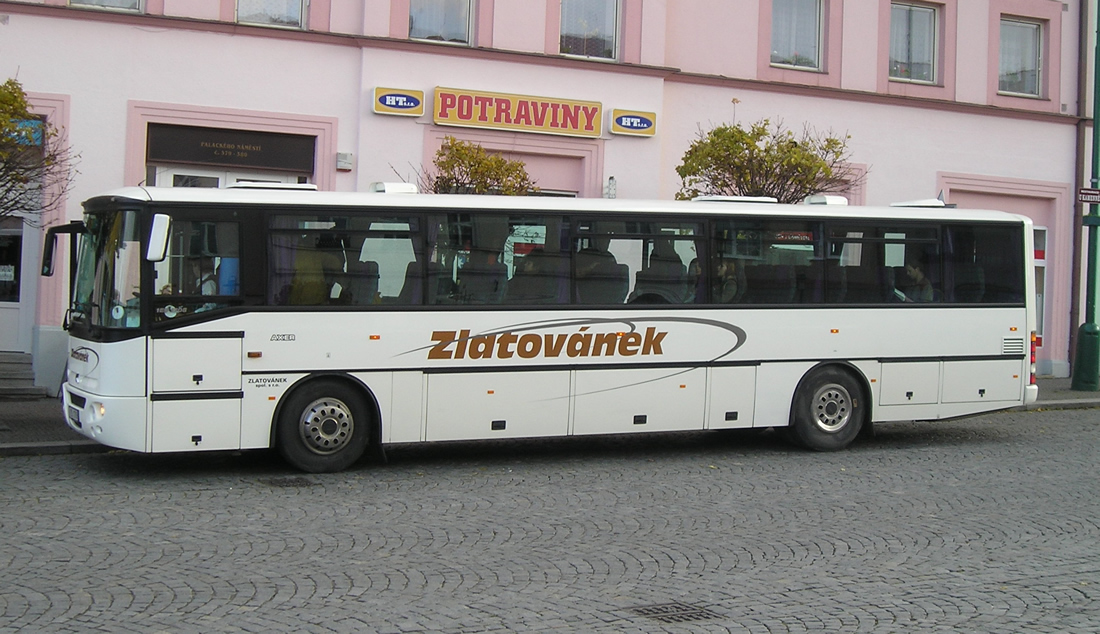
Irisbus Axer společnosti Zlatovánek ve Skutči

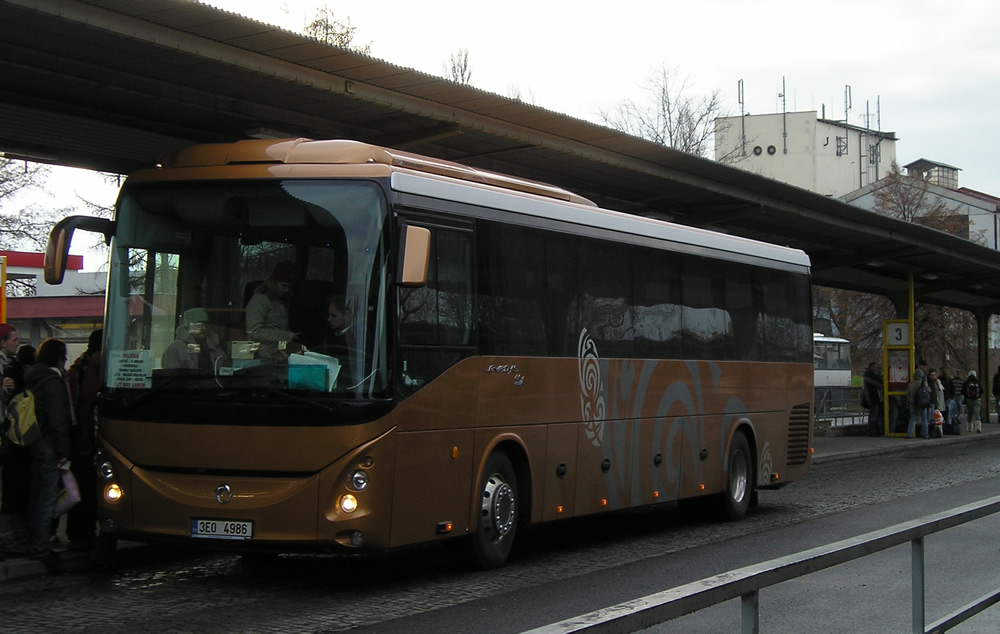
Zcela nový autobus Irisbus Evadys (pouze testovací provoz) společnosti Zlatovánek v Pardubicích

Zlatovánek spol.s r.o. (v prezentacích též pod názvem Zlatovánek autobusová doprava) je autobusový dopravce se sídlem v Poličce. Do obchodního rejstříku byla společnost zapsána 6. listopadu 1991. Jejími podílníky jsou od vzniku firmy Zlata Andrlová a Václav Kořínek, několikaprocentní podíl vlastní od roku 1993 ještě Miroslav Stejskal. 

## Veřejná doprava
Provozuje kolem 25 regionálních a 2 dálkových linek vycházejících z oblasti Poličky, Litomyšle a Svitav ve východních Čechách, tři linky MHD v Poličce, jednu linku MHD v Litomyšli a jednu linku MHD v Bystřici nad Pernštejnem (kraj Vysočina). Dálkové linky jezdí až do Prahy či Ústí nad Labem . Jednou z linek je i okružní víkendový cyklobus (680019).

## Vozový park
Vozový park společnosti čítá několik desítek autobusů; od minibusů až po dálkové.
Ve vozovém parku tak lze nalézt vozy typů Iveco Daily, Karosa B 731, Karosa B 732, Karosa C 934, Karosa C 935, Karosa C 954, Karosa Axer (1×12 m, 2×12,8 m), Irisbus Ares (15 m), Irisbus Arway, Irisbus Evadys od jiných výrobců dále také SOR C 9,5, SOR C 10,5 a SOR C 12. Zajímavostí tohoto dopravce je, že nepreferuje na autobusech jednu barvu.